# Анна Вілсон (баскетболістка)
Анна Крістін Вілсон (англ. Anna Wilson; нар. 12 липня 1997, Ричмонд, США) — американська баскетболістка, яка виступала за студентську команду «Стенфорд Кардінал». Виступаючи на позиції захисника, вона встановила командний рекорд за кількістю зіграних ігор за кар'єру (160), четвертий показник в історії Національної асоціації студентського спорту (NCAA). На Чемпіонаті світу з баскетболу 2014 року серед дівчат до 17 років вона виборола золоту медаль у складі збірної США. У середній школі встановила командний рекорд за кількістю результативних передач (246) і стала п'ятою за кількістю очок в історії команди (735). У старшій школі приєдналась до «Вулврінс», що допомогло команді завершити рік без поразок у сезоні та виграти чемпіонат штату серед дівчат у 2016 році. Її включили до гри McDonald's All-American — показової гри найкращих баскетболістів серед школярів США та Канади.
У Стенфорді Вілсон в основному була запасним гравцем. На п'ятому курсі виходила у стартовій п'ятірці кожної гри, її названо найкращою захисницею Pac-12 й вона увійшла до збірної зірок захисту Pac-12, а також виграла національний чемпіонат 2021 NCAA Division I з «Кардінал». У 2022 році після шести сезонів завершила кар'єру у Стенфорді та знову увійшла до збірної зірок захисту Pac-12. Вілсон заявила про участь у драфті ЖНБА 2022 року, але її не вибрали. Її брат Рассел — квотербек «Денвер Бронкос» у Національній футбольній лізі, який виграв Супербоул XLVIII з «Сіетл Сігокс».

## Ранні роки
Народилася 12 липня 1997 року у Ричмонді, штат Вірджинія, у родині Таммі та Гаррісона Вілсона III, її мати була медсестрою, а батько — юристом. Батько грав у американський футбол і бейсбол у Дартмутському коледжі. Її бабуся була професором коледжу, а дядько закінчив Гарвардську школу права. У віці п'яти років вона почала грати у баскетбол, а коли подорослішала, батько тренував її у місцевій ХАМЛ. Він помер, коли донці було 12 років.
Вілсон брала участь у відборі до національної збірної США до 16 років у 2013 році. Вона виграла золоту медаль на Чемпіонаті світу з баскетболу у 2014 році серед дівчат до 17 років, тоді команда США перемогли Іспанію у фіналі з рахунком 77:75; Вілсон грала 3:05 хвилин і пропустила шанс отримати очки з поля. Вона навчалася у колегіальній школі у Ричмонді, штат Вірджинія, останній клас закінчила у Беллв'ю, штат Вашингтон. У колегіальній школі грала, наслідуючи Стіва Неша, та протягом трьох сезонів утримала командний рекорд за кількістю передач (246) та стала п'ятою за кількістю очок в історії команди (735). У Беллв'ю вона стала капітаном шкільної команди «Вулврінс» і виступала на позиції розігруючого захисника. Того сезону Вілсон набирала у середньому 15,3 очка, 3,2 перехоплення та 4,6 передачі за гру, а команда закінчила без поразок і виграла чемпіонат штату серед дівчат класу 3A.
ESPN HoopGurlz оцінив перспективність Вілсон у 5 зірок та як 42-го найкращого гравця у США, на сайті Prospects Nation Вілсон була 34-м найкращим гравцем і перспектива — чотири зірки. У 2016 році закінчила середню школу. Її обрали в команду McDonald's All-American, яка складалася з найкращих американських і канадських баскетболісток старшої школи. Перед матчем вона отримала струс мозку на тренуванні, який для неї став третім, тому пропустила гру. У 10 класі вона усно пообіцяла вступити та грати за Стенфордський університет. Вілсон отримала пропозиції від університетів Вейк Форест, Меріленду, Маркетта, Вісконсину та Вірджинії.

## Студентська кар'єра

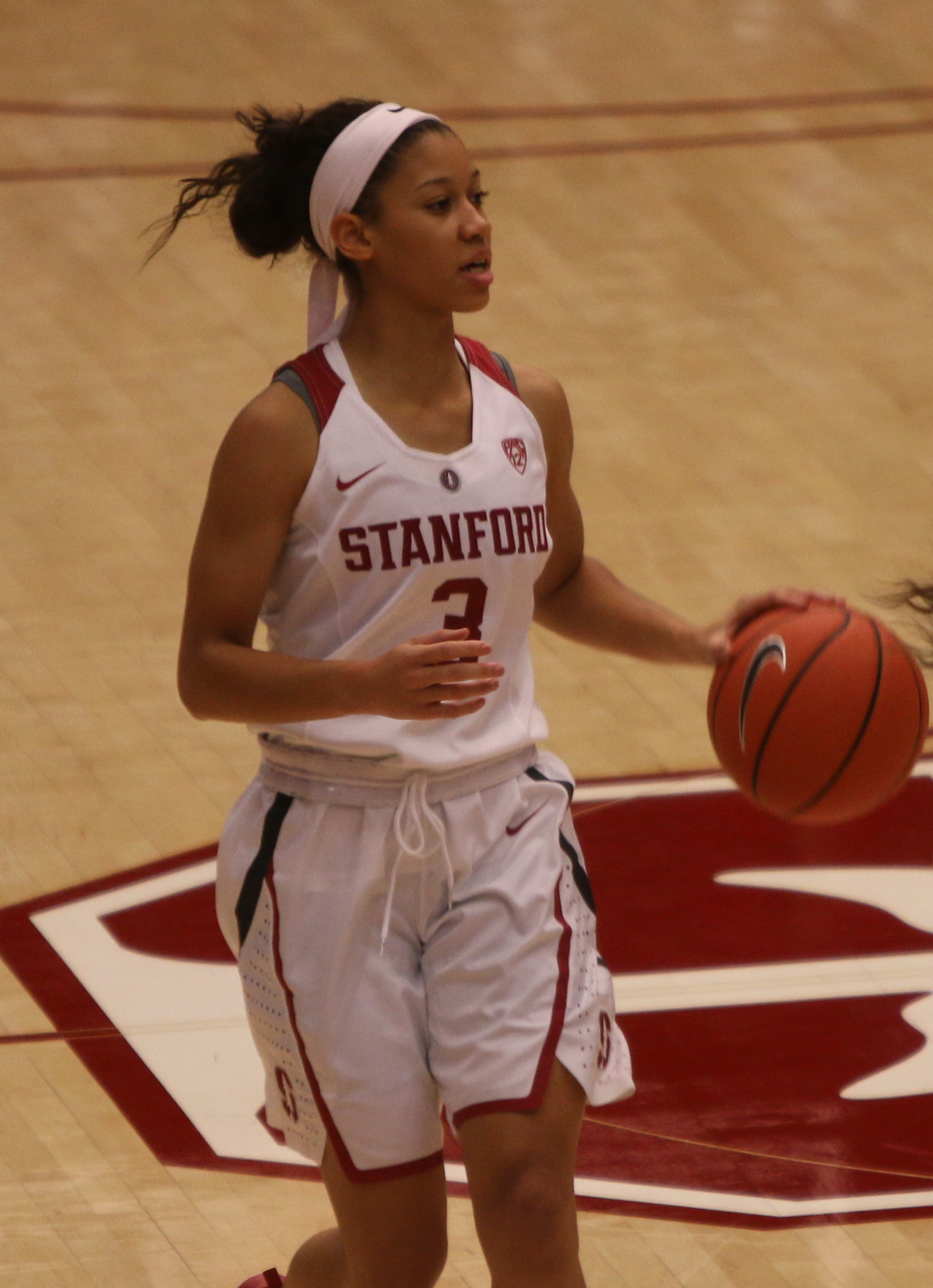
Першокурсниця Вілсон у Стенфорді, 2016

На першому курсі проблеми зі здоров'ям у Вілсон дозволили зіграти лише у шести іграх за «Стенфорд Кардинал»: вона пропустила перші одинадцять ігор, оскільки одужувала від струсу мозку, й останні одинадцять ігор сезону через травму правої ноги. Вона дебютувала у Стенфорді проти «Єл Бульдогс», де набрала одинадцять очок за сімнадцять хвилин у переможній грі з рахунком 102:44. На першому курсі Вілсон провела сорок вісім хвилин і забила сімнадцять очок. На другому курсі стартувала у матчі проти «УНЛВ Ребелс» і набрала вісім очок. Рекордом кар'єри стало двадцять одне очко у матчі проти «Огайо Стейт Баксі», тоді її команда зазнала поразки з рахунком 94:82. Вона закінчила рік з середнім показником 3,3 очка у середньому 10,7 хвилини за гру та двох ігор у стартовій п'ятірці, хоча пропустила останні сім ігор сезону через травму лівої ноги.
На третьому курсі Вілсон набирала у середньому 2,7 очка за гру протягом тридцяти двох зіграних ігор і трьох виходів у стартовій п'ятірці. Того сезону «Стенфорд» виграв жіночий баскетбольний турнір Pac-12 Conference 2019, але програв у раунді елітної вісімки жіночого баскетбольного турніру дивізіону NCAA 2019 «Нотр Дам Файтінг Айріш» з рахунком 84:68. Наступного сезону вона набирала у середньому 2,5 очки за гру з лави запасних. Її команда програла у фіналі турніру Pac-12 Conference 2020 «Орегон Дикс», а турнір NCAA скасували через пандемію COVID-19. Згідно з правилом NCAA через проблеми зі здоров'ям на першому курсі їй надали ще один сезон у Стенфордському університеті.

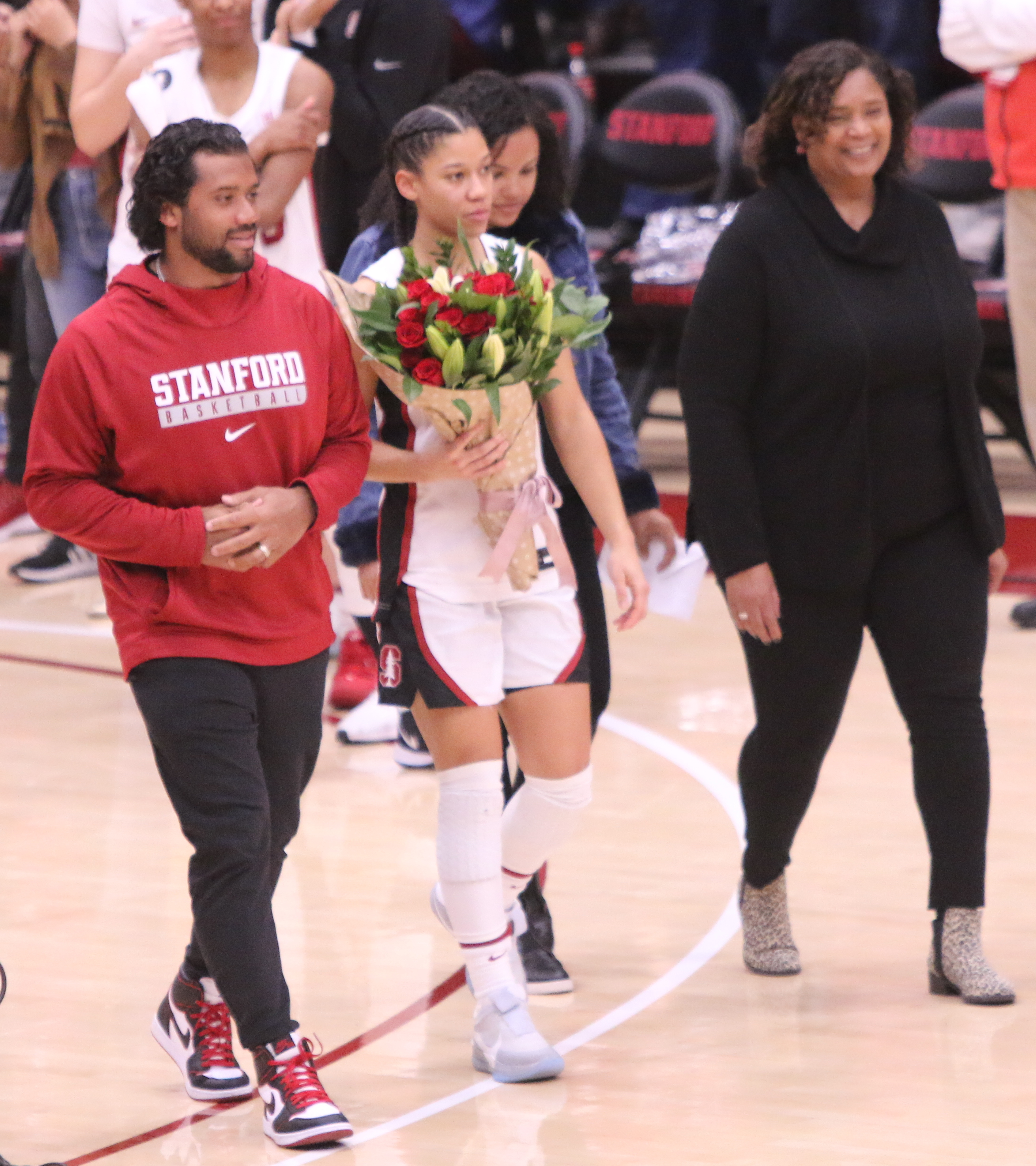
Вілсон з сім'єю в її останній грі сезону, 2020

На п'ятому курсі вона кожного разу виходила у стартовій п'ятірці та її вміння у захисті помічали. Вона завершила кар'єру з рекордними хвилинами за гру 23,6, відсотком кидків з гри 0,509 і підбираннями 3,7. Команда «Кардинал» перемогла «Аризона Вайлдкетс» з рахунком 54:53 та виграла матч чемпіонату дивізіону I NCAA серед жінок з баскетболу 2021 року. Вілсон провела тридцять одну хвилину, набрала п'ять очок, три передачі та чотири підбирання. У березні Вілсон визнали найкращим розігруючим захисником Pac-12 та найкращим захисником року разом з Арі Макдональдом з Аризони. Вона мала право зіграти шостий сезон через скорочення сезону 2020—2021 через пандемію COVID-19, а 10 травня вона оголосила про повернення у Стенфорд.
У своєму шостому сезоні з «Кардиналом» Вілсон зіграла в тридцяти п'яти іграх, двадцять п'ять разів виходила у стартовій п'ятірці та встановила особистий рекорд часу — 25,7 хвилини за гру. Вона грала на позиції розігруючого захисника разом з Лейсі Галл після закінчення студентської кар'єри Кіани Вільямс. 26 лютого у переможному матчі (63:56) проти «Вашингтон Гаскіс» Вілсон забила лей-ап після перехвату під час введення м'яча у гру. Вона вдруге потрапила до команди найкращих захисників Pac-12 і завершила сезон з 4,7 очками та 2,9 підбирання за гру. «Стенфорд» програв у фіналі чотирьох жіночого баскетбольного турніру дивізіону NCAA 2022 «Гаскіс» з рахунком 63:58. Вілсон закінчила студентську кар'єру з 160 зіграними іграми, що є четвертим показником в історії NCAA та найбільшою в історії Стенфордського університету (станом на 22 квітня). Вілсон заявила про участь у драфті ЖНБА 2022 року, проте її не обрали.

## Кар'єрна статистика

### Студентська кар'єра
Джерело:
| Сезон   | Команда  | GP | GS | MPG  | FG%  | 3P%  | FT%  | RPG | APG | SPG | BPG | TO  | PPG |
| ------- | -------- | -- | -- | ---- | ---- | ---- | ---- | --- | --- | --- | --- | --- | --- |
| 2016–17 | Стенфорд | 6  | 0  | 8.0  | .462 | .500 | .333 | 1.0 | 0.8 | 0.5 | 0.0 | 1.2 | 2.8 |
| 2017–18 | Стенфорд | 21 | 2  | 10.7 | .296 | .290 | .500 | 1.1 | 0.4 | 0.5 | 0.0 | 0.6 | 3.3 |
| 2018–19 | Стенфорд | 32 | 3  | 11.6 | .403 | .259 | .643 | 1.5 | 0.7 | 0.7 | 0.0 | 0.4 | 2.7 |
| 2019–20 | Стенфорд | 33 | 0  | 14.0 | .355 | .293 | .680 | 2.4 | 1.3 | 0.5 | 0.0 | 0.8 | 2.5 |
| 2020–21 | Стенфорд | 33 | 33 | 23.6 | .509 | .452 | .739 | 3.7 | 2.1 | 1.5 | 0.1 | 0.7 | 4.6 |
| 2021–22 | Стенфорд | 35 | 25 | 25.7 | .404 | .270 | .652 | 2.9 | 2.4 | 1.4 | 0.3 | 1.0 | 4.7 |

## Особисте життя
Вілсон — сестра Рассела Вілсона, квотербека «Денвер Бронкос». Окрім Рассела, в Анни є ще один брат, Гаррісон Вілсон IV, який грав в американський футбол і бейсбол за Університет Ричмонда. Вона здобула ступінь бакалавра з мистецьких практик у Стенфорді та ступінь магістра з медіакомунікації.

## Виноски
1. ↑  Правило передбачає, що спортсмени можуть отримати ще один рік, якщо отримали травму або хворобу в першій половині сезону та брали участь лише у тридцяти відсотках ігор команди[18].